# Znesnáze21
Znesnáze21 je dárcovská online platforma, která umožňuje vytvoření charitativní sbírky během krátkého časového úseku. Tato platforma byla vytvořena v lednu 2020 Nadačním fondem pomoci.Z plateb si účtuje paušální poplatek 4% na bankovní poplatky. Za dobu působení ,,dala" na bankovní poplatky několik desítek milionů korun. 

## Postup vytvoření sbírky
- zakladatel vytvoří svou on-line sbírku na webu Znesnáze21.cz
- zaměstnanci podrobně verifikují pravdivost sbírky a správnost uváděných údajů
- jestliže jsou údaje v pořádku, sbírka je publikovaná na webu
- dárci mohou na jednotlivé sbírky dávat peníze on-line skrze zabezpečenou platební bránu
- zakladatel získá po ukončení sbírky celou vybranou finanční částku, která se nemusí danit

V březnu 2021 byly nejúspěšnějšími sbírkami Nákup pro rodinu samoživitelky, v níž se vybralo skoro 8 mil. Kč místo plánovaných 50 tis. Kč, a Notebooky pro distanční výuku dětí samoživitelů, kde se vybralo přes 6 mil. Kč z původně plánovaných 50 tis. Kč. Obě sbírky založila novinářka Nora Fridrichová.

## Témata sbírek
- Dobrý projekt
- Samoživitelé
- Pomoc dětem
- Život bez bariér
- Zdravotní pomoc
- Pomoc seniorům
- Parasportovci
- Prověřené neziskovky